# داویده موسکاردلی
داویده موسکاردلی (انگلیسی: Davide Moscardelli؛ زادهٔ ۳ فوریهٔ ۱۹۸۰) بازیکن فوتبال اهل ایتالیا است.
از باشگاه‌هایی که در آن بازی کرده‌است می‌توان به باشگاه فوتبال لچه، باشگاه فوتبال کیه‌وو ورونا، باشگاه فوتبال بولونیا، باشگاه فوتبال پیاچنزا، باشگاه فوتبال تریستیانا، باشگاه فوتبال چزنا، باشگاه فوتبال پیزا، و باشگاه فوتبال اتلتیکو آرتزو اشاره کرد.